# Heritage zone
Heritage zone er et geografisk område i centrum af Tokyo, der ligger indenfor cirklen af Yamanote Line, som er en by-jernbane. Under de olympiske lege i 2020 vil Heritage zonen referere til en gruppering af sportsafviklingssteder (arenaer), der alle ligger i eller nær centrum af Tokyo.
|  | Denne artikel kan blive bedre, hvis der indsættes geografiske koordinater Denne artikel omhandler et emne, som har en geografisk lokation. Du kan hjælpe ved at indsætte koordinater i wikidata. |